# Рулетки
Рулетки (англ. Roulettes) — пілотажна команда Королівських ВПС Австралії. Виступає на шести літаках Pilatus PC-21 (сьомий — запасний, на ньому літає офіцер по зв'язках з громадськістю). Входить до складу Центральної льотної школи ВПС Австралії та дислокується на авіабазі Іст-Сейл, штат Вікторія.
Кольорова схема літаків — червоно-біло-синя з великим символом «R» на хвості. ВПС Австралії прийняли для більшості своїх навчально-тренувальних PC-9 цю кольорову схему без «R» на хвості, що дозволяє замінювати літак у команді, просто перефарбувавши хвостову частину.
Назву команда отримала від найефектнішої пілотажної фігури, яку вона виконує — «рулетка».

## Історія
До створення «Рулеток» Центральна льотна школа ВПС двічі створювала офіційну пілотажну групу. У 1962 році було створено команду Red Sales на реактивних навчально-тренувальних літаках De Havilland Vampire Mk 35, але 15 серпня 1962 року стався серйозний інцидент, у результаті якого команда втратила шість учасників загиблими й чотири літаки, після чого була розформована. У лютому 1963 були створені Telstars, також на літаках Vampire. У лютому 1968 їх переоснастили літаками Aermacchi MB-326, але вже у квітні того ж року розформували через бюджетні обмеження.
«Рулетки» були створені у 1970 році для виступу в наступному році на золотому ювілеї ВПС. Перше авіашоу цієї команди відбулося у Поінт-Кук у грудні 1970 року. Спочатку до команди входило чотири літаки Aermacchi MB-326. Наприкінці 1973 року до команди додали п'ятий літак — соліст, і перший публічний виступ в такому складі відбувся у березні 1974 року на авіабазі Поінт-Кук під час параду на честь випускників Повітряної академії. У 1981 році у зв'язку з діамантовим ювілеєм ВПС команду розширили до семи літаків, але після завершення сезону знову скоротили до п'яти.
16 вересня 1975 року команда вперше виступила за кордоном — під час святкування Дня незалежності Папуа Нової Гвінеї.
Наприкінці 1980-х кількість годин нальоту «Рулеток» довелося скоротити, оскільки у флоту MB-326 виявилися проблеми з передчасною втомою металу, і велися пошуки нового літака для їх заміни. У 1989 році «Рулетки» літали лише на одній парі Aermacchi, і їхнє останнє авіашоу на цих літаках відбулося у червні цього року біля Лейкс-Ентранс.
Наприкінці того ж року команда перейшла на нові літаки Pilatus PC-9 та отримала той склад, який використовує по сьогодні: шість основних машин плюс одна запасна.
У лютому та березні 1992 року «Рулетки» вперше виступили у Північній півкулі — на ряді авіашоу в Азії.
У 2019 році літаки Pilatus PC-9 було замінено на Pilatus PC-21.

## Інциденти
- У 1983 році два MB-326 команди зіткнулися під час тренувального польоту поблизу Іст-Сейл. Обидва пілоти загинули[4].
- У 1988 році сталося зіткнення двох MB-326 у повітрі під час тренувального польоту. Пілот одного літака катапультувався, а другий здійснив вдалу аварійну посадку з невипущеними шасі. Момент зіткнення потрапив на відео, яке знімали з сусіднього літака[5].
- У 2005 році стався ще один інцидент з зіткненням двох PC-9 зі схожим результатом: один пілот катапультувався, а другий вдало приземлив свій сильно пошкоджений літак[6].
- У лютому 2011 року в одного PC-9 команди загорівся двигун на авіабазі Пірс[en] на північ від Перта. Тоді діяльність команди призупинено для проведення розслідування з метою з'ясувати, чи безпечні ці літаки для польотів[7].